# Opálpipra
Az opálpipra (Lepidothrix iris) a madarak osztályának verébalakúak (Passeriformes) rendjébe és a piprafélék (Pipridae) családjába tartozó faj.

## Rendszerezése
A fajt Heinrich Rudolf Schinz svájci orvos írta le 1851-ben, a Pipra nembe Pipra iris néven.

## Alfajai
- Lepidothrix iris eucephala (Todd, 1928)
- Lepidothrix iris iris (Schinz, 1851)[2]

## Előfordulása
Dél-Amerika északi részén, Brazília területén honos. Természetes élőhelyei a szubtrópusi és trópusi síkvidéki esőerdők.

## Megjelenése
Testhossza 9 centiméter.

## Természetvédelmi helyzete
Az elterjedési területe még elég nagy, de az erdőirtások miatt csökken, egyedszáma is csökken. A Természetvédelmi Világszövetség Vörös listáján sebezhető fajként szerepel.

## További információ
- Képek az interneten a fajról
- Xeno-canto.org - a faj hangja és elterjedési területe